# Арзуманян, Сергей Аркадьевич
Сергей Аркадьевич Арзуманян (арм. Սերգեյ Արզումանյան, 1920 (1921), село Неркин-Сзнек — 1970) — советский и армянский государственный деятель, министр внутренних дел Армянской ССР (1961—1968).

## Биография
Родился в 1920 (1921) году в селе Неркин-Сзнек в Нагорном Карабахе. В детстве переехал с семьёй в Грозный. Окончил Астраханское пулемётное училище в звании лейтенанта.
Участник Великой Отечественной войны. В 1941 году вместе с 501-м пулемётным батальоном, находившимся в составе 162-й стрелковой дивизии, участвовал на Северо-Западном фронте в боях за город Витебск. Участвовал в боях за оборону города Великие Луки. В ноябре 1941 года становится заместителем начальника штаба 298-го стрелкового полка, который входил в состав 186-й дивизии, в 1942 году получил звание капитана и был назначен заместителем командира полка. В ходе боёв за город Вили заменил погибшего командира полка, получил ранение и был отправлен на лечение.
После выздоровления, в апреле 1943 года ему было присвоено звание майора. Командование направило его на учебу в Военную академию имени М. В. Фрунзе, которую он окончил в звании подполковника. После окончания в начале 1960-х годов Военной академии Генерального штаба Вооруженных Сил СССР имени К. Е. Ворошилова в звании полковника был назначен заместителем командующего мотострелковым соединением.
В 1961—1968 годах — министр внутренних дел Армянской ССР. Генерал-майор (1962).

## Награды
- орден Отечественной войны I степени (12.09.1944[2])
- два ордена Красной Звезды[3] (29.07.1944, 26.10.1955[4])
- медаль «За боевые заслуги» (15.11.1950[4])
- медаль «За победу над Германией в Великой Отечественной войне 1941—1945 гг.» (09.08.1945[5])
- медаль «За безупречную службу» I степени (1959)
- другие медали